# Quelqu'un m'a dit
Quelqu'un m'a dit es un álbum publicado en 2002 por Carla Bruni. Producido por Louis Bertignac y elogiado por la crítica. Tuvo mucho éxito en Europa y era un homenaje a la chanson francesa. Todos los temas están en francés y compuestos por ella, salvo La noyée, compuesto por Serge Gainsbourg y Le ciel dans une chambre, que compuso en italiano Gino Paoli y que aparece en su disco cantado en italiano junto con la traducción francesa que hizo ella misma. 

## Títulos del álbum
1. Quelqu'un m'a dit - 2:46
2. Raphaël - 2:24
3. Tout le monde - 3:17
4. La noyée - 3:58
5. Le toi du moi - 3:19
6. Le ciel dans une chambre - 4:48
7. J'en connais - 2:34
8. Le plus beau du quartier - 3:28
9. Chanson triste - 3:28
10. L'excessive - 3:03
11. L'amour - 3:03
12. La dernière minute - 1:02

- Datos: Q1955580